# Adam F. Goldberg
Pour les articles homonymes, voir Goldberg et Adam Goldberg.
Adam Frederick Goldberg, né le 2 avril 1976, est un producteur et scénariste de télévision et de cinéma américain, plus connu en tant que créateur et animateur de la série télévisée Breaking In, Imaginary Mary, Schooled et Les Goldberg, dont le dernier est un biopic sur sa propre enfance.

## Biographie
Goldberg est né à Philadelphie en Pennsylvanie dans la famille juive de Beverly Goldberg (née Solomon) et Murarei Goldberg, qui vivaient près de Jenkintown. 
En 1992 à l’âge de 15 ans il a produit sa première pièce qui portait le titre Dr.Pickup et grâce à laquelle il a remporté la victoire au Philadelphia Young Playwrights Festival,. Il est diplômé de William Penn Charter School en 1994 et a terminé ses études supérieures à l'Université de New York en 1998 ayant obtenu une double spécialisation en cinéma et en écriture dramatique. 
Adam vient d'une famille de médecins. Son grand-père maternel était un immigrant russe et le premier juif qui a obtenu son diplôme de l'University of Kentucky College of Medicine et devenu psychologue. Son père, décédé en 2008, était médecin; et ses deux frères aînés - Eric (né le 18 août 1967) et Barry (né le 15 octobre 1969), sont également devenus médecins (Eric est spécialisé en neurologie et en médecine du sommeil, et Barry est radiologue). La femme d'Adam, qu'il a rencontrée à l'âge de 16 ans au programme de théâtre d'été à l'université Northwestern, est thérapeute.

## Carrière

### Théâtre
Dès 1995 il avait écrit plus de 50 pièces de théâtre qui ont été jouées à travers le pays, y compris le Sundance Playwrights Lab, l’Illusion Theater, le Greenwich Street Theater, le Saint Marks Theatre, le Tada! Theater, le Walnut Street Theater et le Joseph Papp Theater.
Il a été finaliste pour le prix Osborn Award de American Theatre Critics Association en 1997 pour sa pièce entière One on One.
Sa comédie dramatique The Purple Heart a été produite par l'Institute for Arts and Education à Annenberg Theatre et a également remporté la première place du Very Special Arts Playwriting Award et a été produite par le John F. Kennedy Center for the Performing Arts à Washington, D.C.,.